# 고모리 히이로
고모리 히이로(일본어: 小森 飛絢, 2000년 8월 6일~)는 일본의 축구 선수이다.

## 구단 경력
그는 2022년 J2리그의 제프 유나이티드 지바에 입단했다. 2024년엔 리그 38경게 출전하여 23득점을 기록, 리그 최다 득점자, 리그 MVP. 2025년 신트트라위던 VV로 이적했다. 6월 J1리그의 우라와 레즈로 이적했다.